# Andres Ambühl
Andres Ambühl, född 14 september 1983 i Davos, Schweiz, är en schweizisk professionell ishockeyspelare som spelar för HC Davos i den schweiziska högstaligan NLA.
Ambühl började spela juniorhockey i HC Davos organisation. 2000/2001 noterades han för 41 poäng som junior och spelade tre matcher för Davos i NLA. Han blev ordinarie spelare i Davos A-lag säsongen 2001/2002 och svarade för åtta poäng på 38 matcher under sin rookie-säsong. I maj 2009 skrev han kontrakt med NHL-laget New York Rangers, men spelade enbart i dess farmarlag Hartford Wolf Pack. Säsongen 2011/2012 svarade han för 31 poäng på 41 spelade matcher för ZSC Lions.
Ambühl är femfaldig schweizisk NLA-mästare. Han har även representerat det schweiziska hockeylandslaget vid ett flertal tillfällen.